# いまさら翼といわれても
『いまさら翼といわれても』（いまさらつばさといわれても）は、2016年11月30日に刊行された米澤穂信の短編推理小説集。『〈古典部〉シリーズ』第6弾。

## 概要
『野性時代』、『文芸カドカワ』に掲載された表題作他5編を収録した短編集。2016年11月に単行本が発売された。英題は「Last seen bearing」。前作『ふたりの距離の概算』から実に約6年ぶりの新作となった。また、発売して間もない12月2日には重版が決定した。2019年6月に文庫版が発売された。
「週刊文春ミステリーベスト10」2017年で第8位、「このミステリーがすごい!」2018年で第17位、「本格ミステリ・ベスト10」2018年で第16位、「ミステリが読みたい!」2018年で第11位にランクインした。

## 各章あらすじ

### 箱の中の欠落
初出：『文芸カドカワ』Vol.20（2016年9月号）。
任期満了に伴い実施された神山高校の生徒会長選挙で、開票時に票が水増しされていたことが発覚した。その水増しされた票は選挙結果を変えるというまでの量ではなかったが、当然再選挙が行われる見通しとなり、さらに水増しの犯人として選挙管理委員の1年生が疑われてしまう。総務委員会副委員長として、また立会人として、選挙の開票作業に参加していた里志は不審に思い、最初は自分で推理するが行き詰まり、奉太郎に相談する。突然電話してきた里志に奉太郎は困惑するが、里志が立会人としてではなく、選管の1年生を疑った選管の委員長に一泡吹かせてやりたいという理由から依頼してきたと知り、奉太郎は推理に協力する。

### 鏡には映らない
初出：『野性時代』105号（2012年8月号）。
摩耶花は、中学での同級生と話した卒業制作の話題から当時の出来事を思い返した。奉太郎や摩耶花が卒業した年、鏑矢中学では卒業制作として鏡のフレームを作ることになり、それは分担されたパーツを各班が作り、最後に組み合わせて完成というものであった。他の班がパーツを完成させていく中、奉太郎の班では、奉太郎が明らかにデザインを無視した手抜きのパーツを提出し、結果として多くの生徒の恨みを買ってしまう。摩耶花は、このことを疑問に思い、奉太郎本人に直接その真意を聞くがはぐらかされてしまう。気になる摩耶花は奉太郎と同じ班であった芝野から、鳥羽麻美という人物が関わっていることと麻美が奉太郎の彼女だということを聞く。さらに調べていくうちに、摩耶花は意外な真実を知ることとなる。

### 連峰は晴れているか
初出：『野性時代』56号（2008年7月号）。テレビアニメ「氷菓」（2012年放送）第18話原作。
ある日、奉太郎はふと中学時代に教師の小木正清が「ヘリが好きなんだ」という趣旨の発言をしたことを思い出す。しかし、小木がそのような発言をしたのはその一度きりであった。奉太郎は、ある嫌な予感がし、その予感を確かめるために、えると一緒に図書館へと向かう。そこで奉太郎たちは、小木が登山家だったことを知る。そして、過去の新聞記事を調べていくうちに、小木が「ヘリが好きなんだ」といった真意が明らかになっていく。

### わたしたちの伝説の一冊
初出：『文芸カドカワ』Vol.21（2016年10月号）。
文化祭の一件以降、摩耶花の所属する漫画研究会（漫研）は"漫画を読みたい派（読みたい派）"と"漫画を描きたい派（描きたい派）"の派閥に事実上分かれた。この二つの勢力はやがて互いに敵視し始め、さらに翌年の新入生勧誘期間後、"読みたい派"の事実上のリーダーにしてブレーキ役だった3年生・河内亜也子の退部により状況はさらに悪化。漫研はほとんど分裂状態に陥り、"読みたい派と"描きたい派"はそれぞれ日々派閥抗争に明け暮れていた。
そんなある日、摩耶花は"描きたい派"である浅沼から、部費から費用を出して神山高校漫画研究会名義で「漫研」をテーマにした同人誌を描きたいから手伝って欲しいと頼まれる。浅沼の目的は、「同人誌を出したという既成事実を作ることで、"読みたい派"の人たちに『漫画研究会は漫画を描くところだ』というのを示して部内での主導権を握ること」、つまり"読みたい派"に対する事実上のクーデターであった。摩耶花は手伝うことを渋ってはいたものの、とにかく漫画を描きたかったことや書いて読んでもらいたいという思いを抱いていたこともあって最終的に承諾する。
しかし、その同人誌を描くという計画が"読みたい派"に露見してしまい、浅沼・摩耶花は共に漫研で"読みたい派"に吊し上げられてしまう。その結果、"読みたい派"であり次期部長である羽仁に、「同人誌を完成させられたら、読みたい派は退部して別の部を作る。その逆だったら描きたい派は出て行け。」という条件を半ば強引に飲まされてしまった。そんな中でも摩耶花は同人誌に掲載する漫画のネームを描き続けていたが、ある日そのネームが描かれたノートが盗まれてしまう。

### 長い休日
初出：『野性時代』120号（2013年11月号）。
ある日、珍しく自分の調子が良いことに気づいた奉太郎は、散歩がてら荒楠神社へと向かう。そこで十文字かほと会い「えるきてる」と言われ、詰所内のかほの部屋に連れて行かれる。そして、成り行きでえると一緒に神社の清掃を手伝うことになった奉太郎は、えるから、なぜ奉太郎のモットーが「やらなくていいことなら、やらない。やらなければいけないことなら手短に」となったのか理由を聞かれる。質問を受けた奉太郎は、きっかけとなった小学校の時の出来事を話し始める。

### いまさら翼といわれても
初出：『野性時代』146号 - 147号（2016年1月号、2月号）。
2年生の夏休みのある日、摩耶花から「ちーちゃんの居場所を知らない？」という電話が掛かってくる。市の合唱祭でソロパートを歌うはずだったえるが、出番が近づいても会場に現われないというのだ。取りあえず会場に向かった奉太郎は、僅かな手がかりから居場所と来ない理由を推理していく。

## 登場人物

### 主要登場人物
折木 奉太郎
神山高校2年A組、古典部所属。「やらなくてもいいことならやらない。やらなければいけないことなら手短に。」をモットーとする省エネ至上主義者。姉の手紙をきっかけに古典部に入部し様々な推理をしていくこととなる。
千反田 える
神山高校2年H組、古典部部長。豪農千反田家の娘であり、丁寧な言葉遣いと清楚な雰囲気にそぐわない大きな瞳をもつ。「私、気になります」が口癖で、あらゆる謎に興味を持ち奉太郎にその解明を迫る。
福部 里志
神山高校2年D組、古典部所属。総務委員会と手芸部にも所属しており、総務委員会では副委員長を務めている。奉太郎と同中で友人。また、知識が豊富で自分を「データベース」と自称している。口癖は「データベースは結論を出せない」。
伊原 摩耶花
神山高校2年C組、古典部所属。また、2年進級後に漫画研究会を退部した。里志、奉太郎と同中で、奉太郎とは小学校から中学校までクラスが一緒だったという腐れ縁。里志に好意を寄せており、里志を追うようにして古典部に入部する。背丈や容姿からは想像もつかないぐらいの毒舌の持ち主。

### 登場人物の関係者
ここでは各回ごとに登場した人物および主要登場人物の関係者を紹介する。
箱の中の欠落
折木 供恵
奉太郎の姉であり神山高校のOGで元3年I組、古典部に所属していた。世界を旅していたが、現在は帰ってきて大学に戻っている模様。
小幡 春人（おばた はると）
神山高校2年D組所属。次期生徒会長として選挙に立候補した人物の一人。
常光 清一郎（じょうこう せいいちろう）
神山高校2年E組所属。次期生徒会長として選挙に立候補した人物の一人。
鏡には映らない
池平（いけひら）
鏑矢中出身で元3年5組、伊原や奉太郎と同じクラスだった。中学での卒業制作の一件以来、奉太郎にはあまり好感を抱いていない。
鷹栖 亜美（たかす あみ）
鏑矢中で卒業制作のデザインを行った。
芝野 めぐみ（しばの めぐみ）
鏑矢中出身で現在は神山高校の生徒。鳥羽麻美とは旧知。麻美を奉太郎の彼女だと思っている。
鳥羽 麻美（とば あさみ）
奉太郎達と同じく鏑矢中出身で、現在は神山高校の写真部所属。中学時代の卒業制作の一件に関わっており、奉太郎のことをヒーローと評している。
連峰は晴れているか
小木 正清（おぎ まさきよ）
鏑矢中の英語教師。
小木 高広（おぎ たかひろ）
2年D組の生徒。
わたしたちの伝説の一冊
浅沼（あさぬま）
2年生。漫画研究会所属。漫画描きたい派。
篠原（しのはら）
2年生。漫画研究会所属。漫画読みたい派。
羽仁 真紀（はに まき）
2年C組。新漫画研究会部長。漫画読みたい派。
河内 亜也子
3年生。元漫画研究会所属。元漫画読みたい派。
湯浅 尚子
3年生。元漫画研究会部長。
長い休日
十文字 かほ
2年生。荒楠神社の名門宮司の娘。
いまさら翼といわれても
段林（だんばやし）
神山混声合唱団の仕切り役。
千反田 鉄吾（ちたんだ てつご）
えるの父。
横手 篤子（よこて あつこ）
神山混声合唱団のメンバー。えるの伯母。

## 漫画
2019年に『いまさら翼といわれても』が文庫化された際に、角川文庫創刊70周年特設サイトのコンテンツとして米澤穂信が収録作品について語るインタビュー記事が公開され、笠井スイ作画により、表題作の冒頭を描いた8ページ漫画が掲載された。
「連峰は晴れているか」のタスクオーナ版の漫画作品がコミックス10巻に、「わたしたちの伝説の一冊」のタスクオーナ版の漫画作品がコミックス14巻・15巻に収録されている。